# Jarocińska Kolej Powiatowa
Jarocińska Kolej Powiatowa – dawna kolej wąskotorowa o szerokości 600 mm, łącząca miejscowości Witaszyce i Zagórów (46 km, przy czym długość maksymalna wraz z odnogami wynosiła 86 km).

## Historia
Pierwszy odcinek linii otwarto w 1902 r., a najnowszy w 1947 r. Ostatni planowy kurs kolejki miał miejsce 28 czerwca 1991 r. Dwa dni później, 30 czerwca, na szlak wyjechał pociąg pożegnalny zorganizowany przez Poznański Klub Modelarzy Kolejowych. W 1993 przeprowadzono fizyczną likwidację torowiska, a w 2018 jej pozostałości przekazano władzom samorządowym.
Zgodnie z ostatnim rozkładem jazdy z 1991 r., ruch pasażerski obsługiwał jeden skład. Pociąg wyjeżdżał z Witaszyc o szóstej rano, a wracał tam około wpół do drugiej po południu. Czas przejazdu wynosił 2 godz. 23 min. W rozkładzie zaplanowano uruchomienie 2 dalszych połączeń, jednak nie zostało to zrealizowane.